# Boris Gontoriew

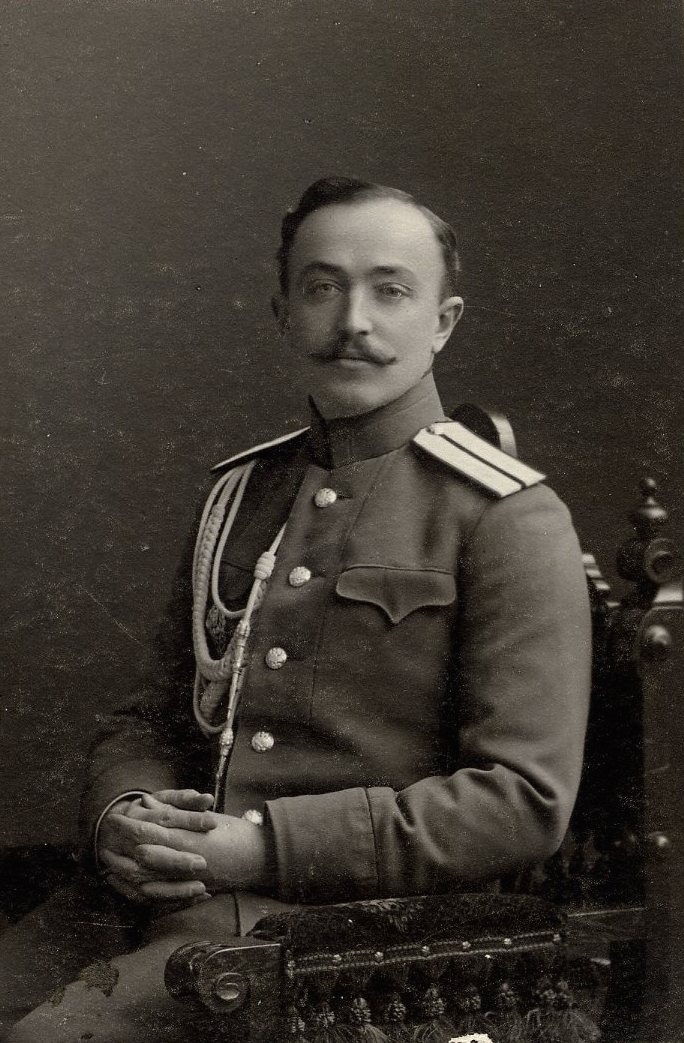
Boris Wiktorowicz Gontoriew

Boris Wiktorowicz Gontoriew, ros. Борис Викторович Гонторев (ur. 30 sierpnia 1879, zm. 27 października 1977 w Salzburgu) – rosyjski wojskowy (generał-major), szef sztabu, a następnie dowódca 3 pułku Rosyjskiego Korpusu Ochronnego podczas II wojny światowej.

## Życiorys
Ukończył gimnazjum w Charkowie, w 1905 szkołę junkrów w Odessie, natomiast w 1911 – Imperatorską Nikołajewską Akademię Wojskową. Służył w pułku piechoty w Brześciu jako dowódca kompanii. W listopadzie 1913 został starszym adiutantem w sztabie 7 kaukaskiej dywizji kawalerii. 
Brał udział w I wojnie światowej jako oficer w sztabie 12 Armii. W czasie wojny domowej w Rosji stanął po stronie białych. W maju 1918 objął funkcję szefa sztabu "dzikiej" dywizji kawalerii gen. Andrieja G. Szkuro, w lutym 1919 szefa sztabu gubernatorstwa czarnomorskiego, natomiast w styczniu 1920 szefa sztabu wojska Kozaków kubańskich. W marcu tego roku odszedł z zajmowanej funkcji, zostając na krótko oficerem w sztabie armii gen. Piotra N. Wrangla, a następnie przeszedł do rezerwy oficerskiej. Doszedł do stopnia generała majora. Był odznaczony Orderem Św. Włodzimierza 3 klasy z mieczami i Orderem Św. Jerzego 4 klasy. Po ewakuacji wojsk białych z Krymu do Gallipoli w listopadzie 1920 zamieszkał w Belgradzie. Pracował jako nauczyciel w gimnazjum w miejscowości Pančevo. 
W okresie II wojny światowej podjął współpracę z Niemcami. Po sformowaniu we wrześniu 1941 Rosyjskiego Korpusu Ochronnego został w stopniu pułkownika jego szefem sztabu, a następnie dowódcą 3 pułku ochronnego. Korpus wypełniał zadania ochronne i wartownicze na obszarze okupowanej Serbii, a następnie został skierowany do bezpośredniej walki z komunistyczną partyzantką Josipa Broz Tity. 22 października 1944 płk B. W. Gontoriew stanął na czele wydzielonej z Korpusy Grupy Bojowej "Ibar", prowadzącej działania odwrotowe nad rzeką Ibar. Był odznaczony Żelaznym Krzyżem 2 klasy. 1 stycznia 1945 po zranieniu w walkach wysłano go do szpitala w Wiedniu. Po powrocie został w stopniu generała majora przedstawicielem Korpusu przy gen. Andrieju A. Własowie. Po zakończeniu wojny zamieszkał w Austrii, gdzie zmarł 27 października 1977.